# Giovanni Bonalumi
Giovanni Bonalumi (Muralto, 5 aprile 1920 – Locarno, 8 gennaio 2002) è stato uno scrittore e saggista svizzero di lingua italiana.

## Biografia
Nato a Muralto, nel Canton Ticino, era svizzero di madrelingua italiana. Durante gli studi all'Università di Friburgo, ebbe tra gli insegnanti il critico letterario e filologo Gianfranco Contini. Si laureò con una tesi sul poeta Dino Campana, il testo, poi ripreso e sviluppato, fu pubblicato nel 1953 presso l'editore Vallecchi di Firenze.
Insegnante a Locarno, divenne poi docente di letteratura italiana all'Università di Basilea.
Collaboratore delle riviste Svizzera moderna e Letterature moderne, oltre a diversi saggi di letteratura italiana, pubblicò anche quattro romanzi. Nel 1954 vinse il Premio Charles Veillon e nel 2001, per il suo Album inglese, gli fu assegnato il XXXI Premio Monselice per la traduzione letteraria.

## Opere

### Curatele
- Situazioni e testimonianze: antologia per il grado medio degli studi, Bellinzona, Casagrande, 1976 (con Vincenzo Snider)
- Cento anni di poesia nella Svizzera italiana, Locarno, Dado, 1997 (con Renato Martinoni e Pier Vincenzo Mengaldo)

### Poesia
- Album. Quattordici poesie, Bellinzona, Casagrande, 1990

### Racconti
- Il profilo dell'eremita e altri racconti, Firenze, Camunia, 1996

### Saggi
- Cultura e poesia di Campana, Firenze, Vallecchi, 1953
- Introduzione all'Aminta, Bologna, Cappelli, 1958
- Parini e la satira: l'evoluzione del linguaggio pariniano e la storia, Bologna, Cappelli, 1958
- Storia di Miranda e altri saggi, Lugano, Cantonetto, 1963
- La giovane Adula: 1912-1920. Saggio introduttivo e antologia dei testi più significativi, Chiasso, Elvetica, 1970
- Il pane fatto in casa: capitoli per una storia dell lettere nella Svizzera italiana e altri saggi, Bellinzona, Casagrande, 1988

### Romanzi
- Gli ostaggi, Firenze, Vallecchi, 1954 ; Bergamo, Moretti e Vitali  1997
- Per Luisa, Chiasso, Elvetica, 1972; Bergamo, Moretti e Vitali  1995
- Coincidenze, Bellinzona, Casagrande, 1986
- Le nevi d'una volta, Bergamo, Moretti & Vitali, 1993

### Traduzioni
- Album inglese: quaderno di traduzioni, 1948-1998, Bergamo, Moretti & Vitali, 2000